# 낙생고등학교
낙생고등학교(樂生高等學校)는 대한민국 경기도 성남시 분당구 판교동에 있는 사립 고등학교이다.

## 학교 연혁
- 1964년 11월 12일 : 낙생학원 (학교법인) 설립 인가
- 1965년 3월 2일 : 낙생중학교 개교, 1학급 입학식
- 1974년 2월 1일 : 낙생학원 이사장 김남수 취임
- 1975년 11월 14일 : 낙생고등학교 설립인가(남녀공학)
- 1976년 3월 2일 : 낙생고등학교 개교
- 1977년 11월 15일 : 제1대 손용갑 교장 취임
- 1986년 10월 15일 : 낙생고등학교 학칙 변경인가(남자고등학교)
- 1987년 10월 9일 : 낙생고등학교 학급 증설 인가(총 36학급)
- 1988년 11월 30일 : 체육관 완공(640평, 시청각실외 8실)
- 1990년 12월 29일 : 학사관 준공(기숙사 105평)
- 1994년 3월 30일 : 낙생고등학교 농구부 창단
- 1997년 10월 30일 : 멀티미디어 교실 설치
- 1998년 2월 28일 : 낙생중학교 폐교
- 1998년 6월 10일 : 낙생고등학교 학칙 변경 인가(남·여공학)
- 2002년 3월 1일 : 경기도교육청 발명교육 연구학교 지정
- 2010년 8월 12일 : 낙생학원 이사장 김상휘 취임
- 2012년 3월 2일 : 영어 과학 교과교실 운영
- 2021년 9월 1일 : 제9대 김세계 교장 취임
- 2023년 2월 1일 : 낙생고등학교 제45회 졸업
- 2023년 3월 2일 : 낙생고등학교 제48회 입학

## 참고 자료
- 낙생고등학교 - 한국교육학술정보원 학교알리미